# Anas albogularis
L'alzavola delle Andamane (Anas albogularis (Hume, 1873)) è un uccello della famiglia degli Anatidi.

## Descrizione
È un'anatra di piccola taglia, che raggiunge lunghezze di 37-47 cm. Il piumaggio è color cannella con macchie bianche sulla gola e intorno all'occhio; la testa è di colore marrone scuro.

## Biologia
Questa specie si nutre di molluschi e artropodi.
Nidifica tra le giunchiglie, in nidi costruiti con erba secca, ramoscelli e piume.

## Distribuzione e habitat
La specie è diffusa nelle isole Andamane (India) e nelle isole Coco (Myanmar).
Vive in corsi d'acqua dolce, stagni, lagune, risaie, paludi d'acqua dolce e salmastre, insenature di marea e estuari.

## Tassonomia
La specie fu descritta nel 1873 da Hume come Mareca albogularis e successivamente riclassificata da Baker come Nettion albogulare. Più recentemente è stata inquadrata come sottospecie di Anas gibberifrons (Anas gibberifrons albogularis) e tale è rimasto il suo status sino al 2005 allorché fu elevata al rango di specie a sé stante da Rasmussen e Anderton.

## Conservazione
Con una popolazione stimata inferiore al migliaio di esemplari, Anas albogularis è classificata dalla IUCN Red List come specie vulnerabile.